# N.E.R.D
N.E.R.D（エヌ・イー・アール・ディー）はアメリカ合衆国のヒップホップ・ロックグループ。
グループ名はNo one Ever Really Dies（真の意味で死ぬ者はいない）の略と、オタクを意味するスラング「ナード（nerd）」。

## 略歴

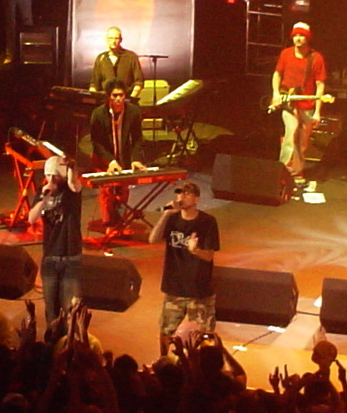
パフォーマンスするN.E.R.D（2003年）

少年の頃から友人だったファレル・ウィリアムスとチャド・ヒューゴがネプチューンズを結成。それに盟友のシェルドン・ヘイリー（通称シェイ）を加えた3人組がN.E.R.Dである。
2001年に1stアルバム『In Search of』をリリースした。しかし発売して1ヶ月、打ち込み主体だったパートをSPYMOBによる生演奏に変えアルバムタイトルを『イン・サーチ・オブ…(In Search Of…)』とし再度リリース。
2004年、2ndアルバム『フライ・オア・ダイ(Fly Or Die)』発表後、ヴァージン・レコードと契約でもめ、事実上の活動停止。
2005年3月、BBC Radio 1にてファレルが『N.E.R.D is dead』と発言。解散が囁かれた。
2008年、ヴァージン・レコードからインタースコープ・レコードに移籍し3rdアルバム『シーイング・サウンズ(SEEING SOUNDS)』を発表。
2009年10月、2010年リリース予定の4thアルバム『Instant Gratification』に向け、新メンバーとして女性シンガーであるリアが加入したがわずか3ヶ月で脱退し、4thアルバムは一度白紙に戻し、アルバムタイトルを『ナッシング（Nothing）』と名称を変えリリース。
2017年12月に「誰も本当の意味では死なない」というグループ名をセルフタイトルとして掲げた7年ぶりの5thアルバム『ノー_ワン・エヴァー・リアリー・ダイズ(No_One Ever Really Dies)』を発表。今作はリアーナ、ケンドリック・ラマー、エド・シーランといった豪華ゲストが参加していることも話題となった。
2018年7月、野外音楽フェス「フジロック・フェスティバル'18」に来日・出演した。

## メンバー

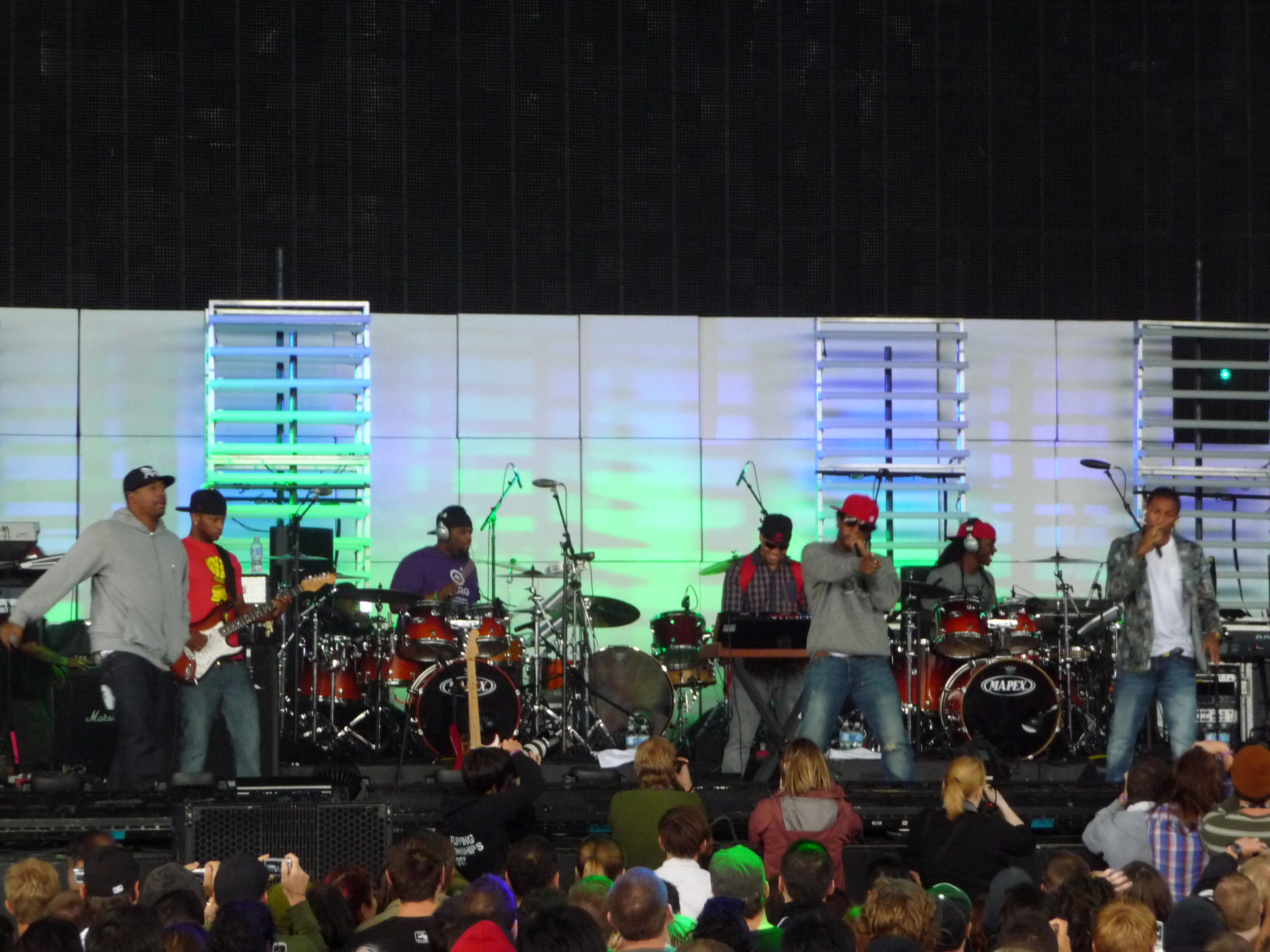
パフォーマンスするN.E.R.D（2009年）

- ファレル・ウイリアムス(Pharrell Williams) - ボーカル、ピアノ・キーボード
- チャド・ヒューゴ(Chad Hugo) - ギター、ベース、サックス、ピアノ
- シェイ・ヘイリー(Shay Haley) - ラップ、ドラム、ベース

脱退したメンバー
- リア(Rhea) - ボーカル  わずか3ヶ月で脱退した。

## ディスコグラフィー

### アルバム
- イン・サーチ・オブ... - In Search Of... （2001年）
- フライ・オア・ダイ - Fly or Die （2004年）
- シーイング・サウンズ - SEEING SOUNDS （2008年）
- ナッシング - Nothing （2010年）
- ノー_ワン・エヴァー・リアリー・ダイズ - No One Ever Really Dies （2017）

### シングル
- ラップダンス - Lapdance featuring Lee Harvey and Vita （2001年）
- ロックスター - Rock Star （2002年）
- プロヴァイダー - Provider （2002年）
- シー・ウォンツ・トゥ・ムーヴ - She Wants to Move （2004年）
- メイビー - Maybe （2004年）
- エヴリワン・ノーズ - Everyone Nose (All the Girls Standing in the Line for the Bathroom) （2008年）
- スパッズ  - Spaz （2008年）
- スーナー・オア・レイター - Sooner or Later （2009年）
- ホット・アンド・ファン - Hot-n-Fun featuring Nelly Furtado （2010年）
- ヒプノタイズ・ユー  - Hypnotize U （2010年）
- スクイーズ・ミー - Squeeze Me （2015年）
- パトリック・スター - Patrick Star （2015年）
- サンディ・スクイレル - Sandy Squirrel （2015年）
- レモン - Lemon (with Rihanna) （2017年）
- 1000 - 1000 (with Future) （2017年）
- ドント・ドント・ドゥ・イット! - Don't Don't Do It (with Kendrick Lamar) （2018年）